# Clair de Normandie

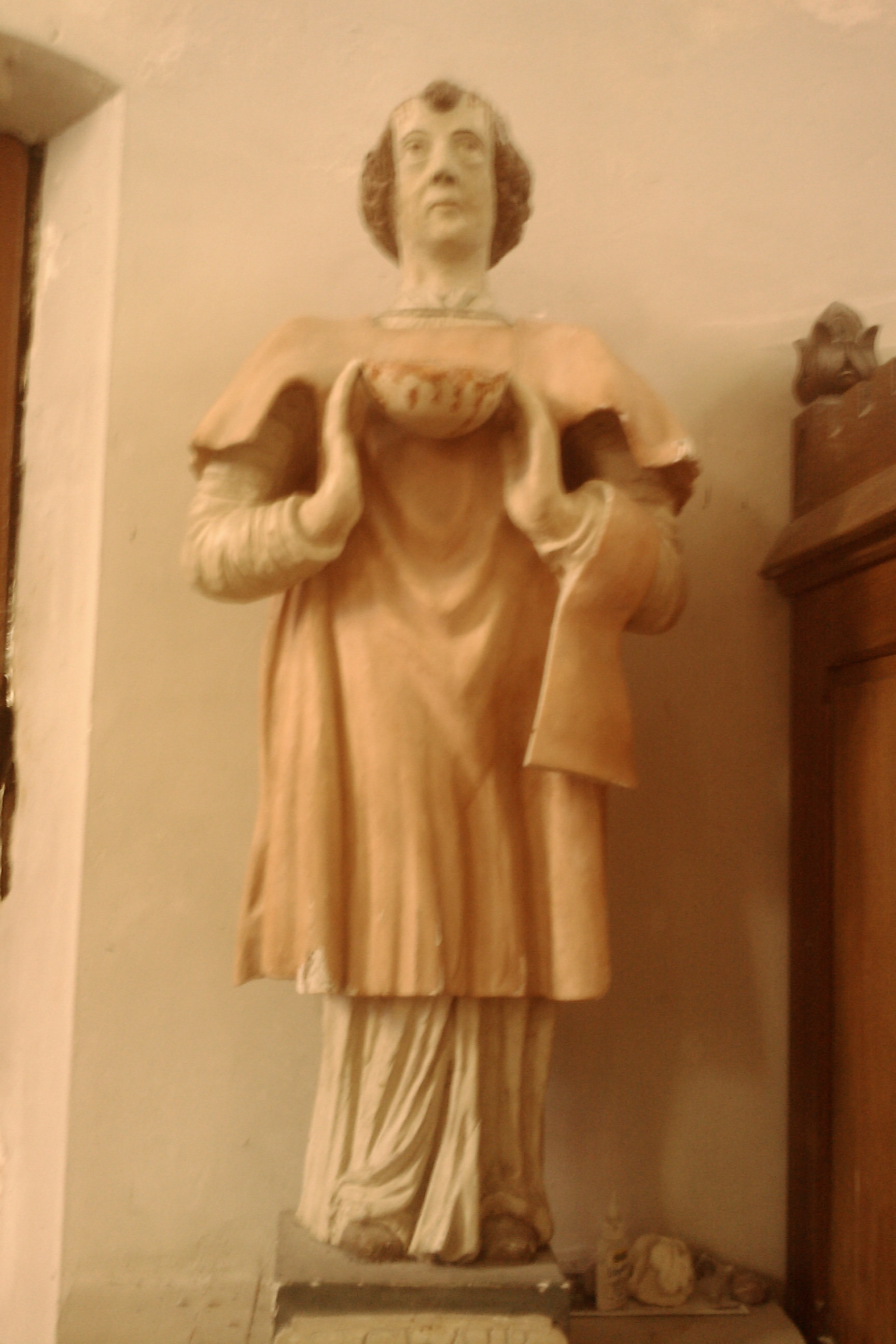
Moyon, statue de saint Clair

Clair de Normandie (845-884) est un moine bénédictin originaire du Kent, apôtre en Normandie, mort en martyr dans le Vexin à l'actuel Saint-Clair-sur-Epte.
Il est fêté à Saint-Clair-sur-Epte le 16 juillet et ailleurs le 18 juillet.

## Biographie
Saint Clair serait né à Olchestria, l'actuelle Rochester, en Angleterre, aux environs de l'an 845, dans une très noble famille, proche de la famille royale. Destiné à une brillante carrière, en 866, il fuit le mariage que son père veut lui imposer. Après avoir traversé la Manche avec son meilleur ami et inséparable compagnon Cyrin, il s'installe d'abord dans la Manche, vivant en ermite à Nacqueville près de Cherbourg, puis passe deux années à Donville-les-Bains où il crée un moutier, avant de repartir pour Valognes. Il laisse également des traces de son passage à Saint-Lô, Vire, Carentan et au pays d'Auge. Il est ordonné prêtre en 870 par Ségimand, évêque de Coutances. Ses déplacements réguliers semblent correspondre à la nécessité de fuir la vindicte de la femme qu'il aurait refusé d'épouser ; il veut préserver son incognito mais sa réputation de sainteté le trahit. Plusieurs villes et villages sans doute situés sur son parcours ont adopté son nom : Saint-Clair-sur-l'Elle, Saint-Clair de Basseneville (rattaché à Goustranville), Hérouville-Saint-Clair, Bordeaux-Saint-Clair, Saint-Clair-d'Arcey. Ce parcours est détaillé dans l'ouvrage de Léon Colleville. Il émet toutefois l'hypothèse  que les invasions vikings qui battaient leur plein à l'époque, avec leur cortège de destructions et de massacres, ont pu jouer un rôle dans les pérégrinations du saint, qui pourrait devoir sa notoriété à sa résistance à l'oppresseur.
Après ce long périple en Haute et Basse-Normandie de plus de quinze années, saint Clair et saint Cyrin installent leur ermitage dans le Vexin, au lieu-dit le Pré du Paradis, au bord de l'Epte qui marquera historiquement la frontière entre le royaume de France et le duché de Normandie après le traité conclu en 911 dans le village tout proche, le traité de Saint-Clair-sur-Epte. En 884, toujours selon l'histoire en proie à la vindicte de la femme qu'il avait refusé d'épouser, saint Clair aurait été décapité avec saint Cyrin par des tueurs qu'elle avait mandatés. C'est pourquoi il est souvent représenté en saint céphalophore. Il aurait alors amené sa tête jusqu'à la fontaine voisine qui, depuis ce jour, serait devenue miraculeuse. Il existe toutefois une autre version de son exécution où il aurait eu seulement la calotte crânienne tranchée. La statue de l'église de Moyon dans la Manche le montre ainsi ayant conservé sa tête mais tenant dans ses mains son crâne.

## Culte
Dès le Xe siècle, son culte se développe à Saint-Clair-sur-Epte, avec d'abord la création d'un prieuré bénédictin attenant à l'église du village, depuis transformé en ferme. Par la suite, on a construit une chapelle près de son ermitage et de la fontaine miraculeuse réputée guérir les yeux. L'église de Saint-Clair-sur-Epte conserve sa châsse, refaite plusieurs fois. Mais l'église de Gisors se serait approprié une partie de ses reliques.
Le culte du saint s'est répandu dans toute la Normandie : églises et chapelles qui lui ont été dédiées se comptent par dizaines, dont plusieurs exhibaient des reliques du saint. Léon Colleville en fournit une liste. Son nom a aussi été donné à nombre de lieuxdits, fontaines, hameaux, fermes, ruisseaux... En juillet, fêtes et foires de la Saint-Clair ont encore lieu, comme à Carentan ou aux Pieux.

## Références

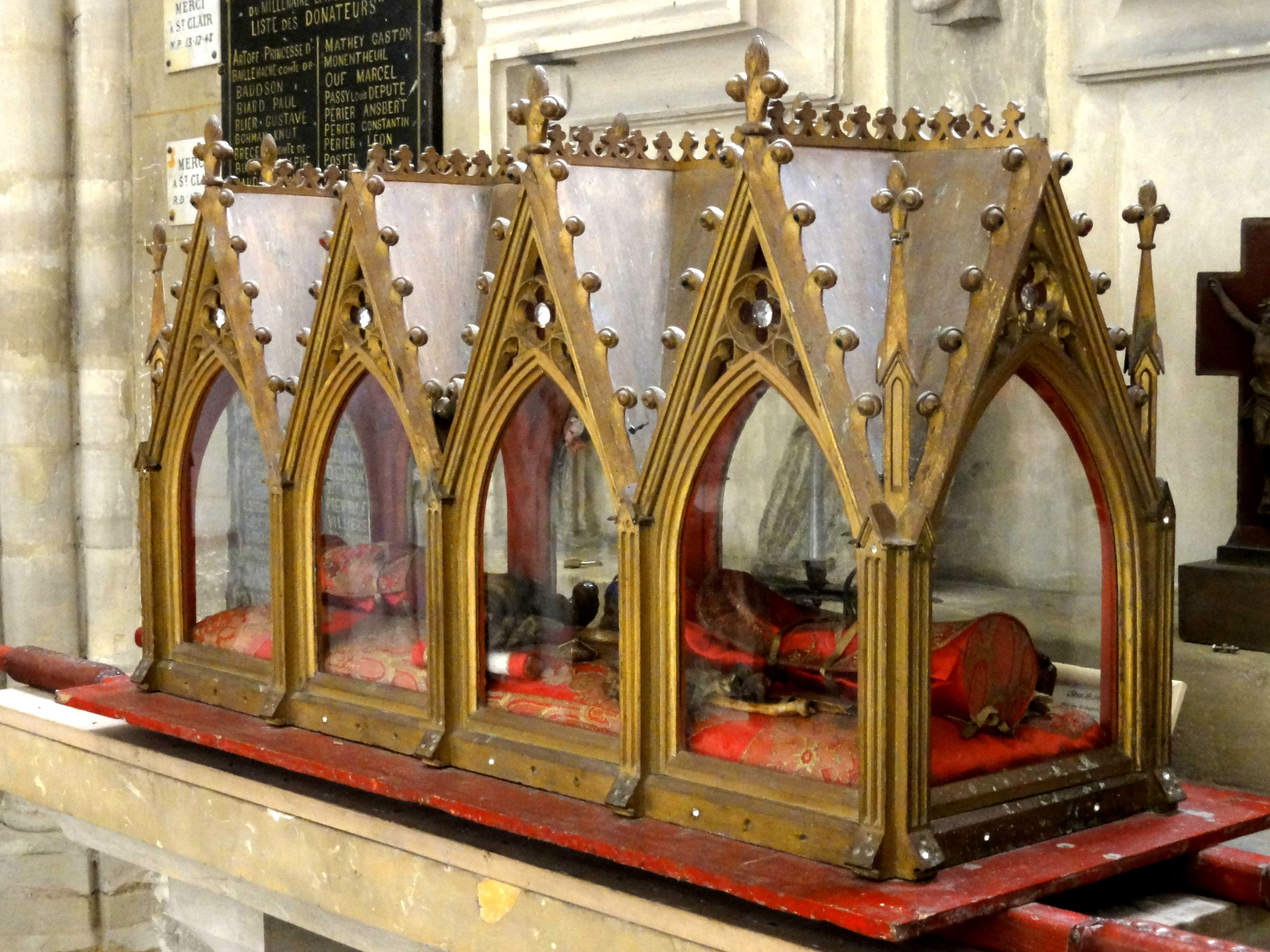
Châsse de saint Clair dans l'église de Saint-Clair-sur-Epte

## Liens externes

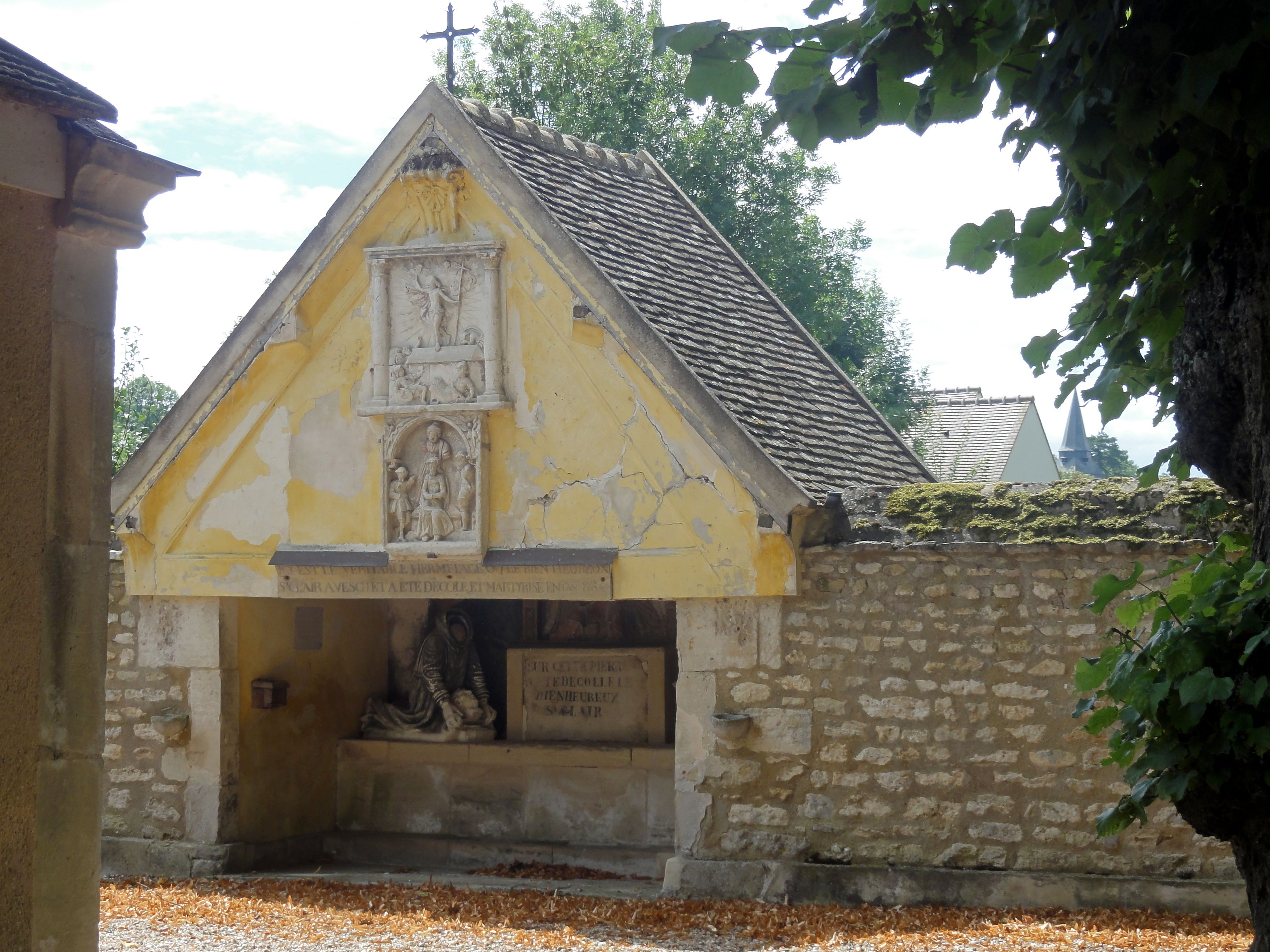
L'ermitage de Saint-Clair-sur-Epte